# 椛澤洋平
椛澤 洋平（かばさわ ようへい、1979年1月9日 - ）は、日本の政治家。千葉市議会議員、緑区選出（3期）。日本共産党千葉市議団副幹事長。

## 経歴
1979年1月9日、新潟県長岡市に生まれ、2001年3月、和光大学経済学部を卒業。東京都内でIT関連会社の創設メンバーとして10年間にわたり営業として勤務した。
2011年3月11日　都内で勤務中に東日本大震災を経験し、福島第一原子力発電所の事故を知る（東京電力福島原発事故）。原発事故による放射性物質の影響から子ども達を守る決意を固め、2011年8月、「子どもたちを放射能から守るネットワーク@ちば」を設立する。2011年9月、街頭やブログにて署名を募り、「放射線に対する保育園・幼稚園・学校・公園の除染、給食の安全管理強化、および情報発信に関する陳情」を提出、千葉市議会において全会一致で採択される。
2014年6月、整備の遅れていた小中学校普通教室へのエアコン設置を求める請願が市議会で否決されると、自民党議員の「耐える能力も必要」といった発言について、椛澤洋平氏がTwitterで発信、ライブドアニュースも配信され、その後主要メディアが大きく取り上げることになった。
2014年12月、衆議院議員選挙に千葉3区から立候補。14,611票を得るも落選。2015年4月、千葉市議会議員選挙にて初当選。初当選以来、市議会質問では小中学校エアコン設置を繰り返し求め続け、2020年5月に学校エアコン設置を実現した。
2023年4月の3期目を目指す千葉市議会議員選挙ではトップ当選となった。
2024年9月、初の著書となる『声を上げれば政治は動く』を出版した。著作が尾崎行雄記念財団による咢堂ブックオブザイヤー2024の地方・自治体部門で大賞を受賞する。

## 政策・実績
- 子育て支援と教育支援では、学校給食費と保育料無償化[11]から、ツーブロック禁止など校則見直しなどを掲げている[12]。議会活動の取組を通じて、「子どもの権利を学び、ツーブロック禁止や下着色指定などの学校校則を見直し、ひとりひとりが大切にされる社会へ」 が第17回マニフェスト大賞エリア選抜を受賞[13]。
- バス路線廃止が相次ぐなか、バス事業者への運行経費補助やコミュニティバス・デマンドタクシーの運行実現を訴え、コミュニティバスやデマンドタクシーの運行、バス路線運行経費補助の施策を進めてきた[14][15]。
- 2019年台風被害で停電が長引いた被災地の声を議会に届ける活動に尽力[16]し、議会質問でも取り上げ土砂災害警戒区域指定率が100％、284箇所が指定となる。危険な森林や街路樹等の対応や情報弱者への情報伝達強化を求め、ＮＴＴや東電等の連携対応や危険な森林の再生事業につなげてきた[17]。
- 2022年JR外房線の土気踏切廃止方針を示した千葉市に対して、市民団体と要請し、廃止方針の一時見直しにつなげてきた[18]。
- マイナ保険証を強制することなく、健康保険証の存続を掲げている[19]。

## 人物
高校時代はサッカー部に所属。大学時代は早朝の新聞配達の仕事をこなし、４年間の大学学費を稼ぎ卒業した。趣味は、サラリーマン時代から始めたボディボードで、千葉県の外房地域を好んで入水している。
議員活動では、『活動の見える化』に注力している。市政報告「かばっちＴＩＭＥＳ」は毎月発行し、SNS発信、特にかばさわ洋平公式YouTubeチャンネルやTikTokなど、動画配信にも積極的に取組んでいる。

## 著書
- かばさわ洋平　『声を上げれば政治は動く』44歳トップ当選！日本共産党千葉市議会議員の奮闘記　ギャラクシーブックス。2024年9月3日[24]。
- 『声を上げれば政治は動く』が、政治全般の優れた著作を顕彰する尾崎行雄記念財団による咢堂ブックオブザイヤー2024の地方・自治体部門で大賞を受賞する[25]。